# Viksjön (Alfta socken, Hälsingland)
Viksjön är en sjö i Ovanåkers kommun i Hälsingland och ingår i Ljusnans huvudavrinningsområde. Sjön är 8 meter djup, har en yta på 2,73 kvadratkilometer och befinner sig 153,1 meter över havet. Sjön avvattnas av vattendraget Voxnan.

## Delavrinningsområde
Viksjön ingår i det delavrinningsområde (680302-150940) som SMHI kallar för Utloppet av Viksjön. Medelhöjden är 184 meter över havet och ytan är 15 kvadratkilometer. Räknas de 428 avrinningsområdena uppströms in blir den ackumulerade arean 3 128,13 kvadratkilometer. Voxnan som avvattnar avrinningsområdet har biflödesordning 2, vilket innebär att vattnet flödar genom totalt 2 vattendrag innan det når havet efter 75 kilometer. Avrinningsområdet består mestadels av skog (43 procent), öppen mark (11 procent) och jordbruk (19 procent). Avrinningsområdet har 2,59 kvadratkilometer vattenytor vilket ger det en sjöprocent på 17,2 procent. Bebyggelsen i området täcker en yta av 0,6 kvadratkilometer eller 4 procent av avrinningsområdet.